# 詹姆斯·克雷格·沃森
| 小行星79配女星      | 1863年9月14日  |
| 小行星93慧神星      | 1867年8月24日  |
| 小行星94彩神星      | 1867年9月6日   |
| 小行星100权神星     | 1868年7月11日  |
| 小行星101拐神星     | 1868年8月15日  |
| 小行星103后神星     | 1868年9月7日   |
| 小行星104伴女星     | 1868年9月13日  |
| 小行星105猎神星     | 1868年9月16日  |
| 小行星106坤神星     | 1868年10月10日 |
| 小行星115赛拉星     | 1871年8月6日   |
| 小行星119努后星     | 1872年4月3日   |
| 小行星121赫女星     | 1872年5月12日  |
| 小行星128罚神星     | 1872年11月25日 |
| 小行星132Aethra     | 1873年6月13日  |
| 小行星133搏女星     | 1873年8月16日  |
| 小行星139瑞华星     | 1874年10月10日 |
| 小行星150女娲星     | 1875年10月18日 |
| 小行星161牛头神星   | 1876年4月19日  |
| 小行星168知女星     | 1876年9月28日  |
| 小行星174刎女星     | 1877年9月2日   |
| 小行星175Andromache | 1877年10月1日  |
| 小行星179戕后星     | 1877年11月11日 |

詹姆斯·克雷格·沃森（英語：James Craig Watson，1838年1月28日—1880年11月22日），加拿大-美国天文学家。
沃森1838年出生于加拿大安大略省聖湯瑪士，1850年举家迁往美国密歇根州安阿伯。15岁时，沃森被密歇根大学录取，主修古典语言。随后，沃森师从弗朗茨·布吕诺学习天文学。
1863年，沃森接替弗朗茨·布吕诺成为底特律天文台第二任台长直至1879年。1868年，沃森编写了《理论天文学》。沃森一生共发现了22颗小行星。
1874年他在北京發現小行星139，他恭請當時道光皇帝的第六子奕訢（封號恭親王）題名，恭親王在1874年（同治13年）11月2日將這顆星題名為「瑞華星」，意思是「中華吉祥之星」。
沃森42岁時因腹膜炎於威斯康星州麥迪遜病逝，他用其留下的大量遗产建立了詹姆斯·克雷格·沃森獎，每三年颁发一次，由美国国家科学院评选，以表彰为天文学作出贡献的人。
为纪念沃森所作的贡献，小行星729以他的名字命名。